# Bangarakkanagudda, Jagalur
Bangarakkanagudda là một làng thuộc tehsil Jagalur, huyện Davanagere, bang Karnataka, Ấn Độ.